# Carrickmacross
Carrickmacross (en gaèlic irlandès Carraig Mhachaire Rois que vol dir "roca de la planura boscosa") és una vila d'Irlanda, al comtat de Monaghan, a la província de l'Ulster. La ciutat i els seus voltants tenen 4.925 habitants segons el cens de 2011, la segona ciutat del comtat. La ciutat va obtenir la medalla de plata de l'Entente Florale Europea. És una ciutat comercial fet al voltant d'un castell construït pel comte d'Essex en 1630. El convent de monges de St. Louis es troba a l'emplaçament original del castell. El club local de futbol gaèlic i hurling Carrickmacross Emmets.

## Agermanaments
- Carhaix-Plouguer (Karaez-Plougêr)